# Drosophila teratos
Drosophila teratos este o specie de muște din genul Drosophila, familia Drosophilidae, descrisă de Bock în anul 1982. Conform Catalogue of Life specia Drosophila teratos nu are subspecii cunoscute.